# Siikajoki (vattendrag i Finland, Lappland, lat 69,30, long 26,87)
Siikajoki är ett vattendrag i Finland.   Det ligger i landskapet Lappland, i den norra delen av landet, 1 000 km norr om huvudstaden Helsingfors.